# Kärnkraft i Spanien
Kärnkraft är en betydande källa till elektrisk energi i Spanien. Den står för ungefär 20 % av landets elförsörjning. Det finns sju kärnreaktorer i drift på fem platser: två reaktorer var vid Almaraz kärnkraftverk och Ascó kärnkraftverk, samt en reaktor var i Cofrentes, Trillo och Vandellós kärnkraftverk. Utöver kärnkraftverken finns det i landet anläggningar för upparbetning av bränsle och omhändertagande av kärnavfall. Det finns också fyndigheter av uran i landet. Kärnkraftverken ligger i den norra halvan av landet där de tektoniska förhållanden är säkrare och vatten till kylvatten kan tas från de stora floderna.

## Historia
Landets förhållande till kärnkraften har gått igenom flera faser. Den tidiga utvecklingen var kopplad till Francodiktaturens vilja att utveckla kärnvapen utan att internationell uppmärksamhet. Landet träffade 1955 ett samarbetsavtal med USA vilket medförde att det första kärnkraftverken för kommersiell drift byggdes under 1960-talet, José Cabreras kärnkraftverk. Anläggningen byggdes av Westinghouse Electric Corporation. Denna följdes i början av 1970-talet av Santa María de Garoñas kärnkraftverk och Vandellós kärnkraftverk. Dessa använde första generations kärnreaktorer.
Under 1970-talet började flera anläggningar byggas baserade på andra generationens kärnreaktorer som högre och högre grad byggdes av spanska företag och med spansk expertis. Anläggningarna i Almaraz, Ascó och Cofrentes kom att tas i drift under 1980-talet. De kärnkraftverk som planerades i Baskien (Deba, Lemoiz, Ispazter and Tudela) kom däremot aldrig att tas i drift, bland annat på grund av en våldsam kampanj av ETA. Ett kärnkraftverk i Águilas stoppades även det. I Vandellós och Trillo byggdes två stycken kärnreaktorer med modernare teknik som togs i drift i slutet av 1980-talet. Produktionen från dessa kraftverk var betydligt större än från de tidigare varför elproduktionen från kärnkraft ökade snabbt under 1980-talet.
Efter Francos död ändras förutsättningar på flera sätt. Anläggningarna kom 1981 under tryck från USA att ingå i IAEA:s kontrollprogram, vilket innebar slutet på tankarna på spanska kärnvapen. Regeringen Felipe González, som tillträdde efter valet 1982, beslutade 1983 om ett moratorium baserat på ett vallöfte de givit. Detta trädde i kraft 1984 och sedan dess har inget nytt kärnkraftverk börjat byggas. Moratoriet stoppade inte konstruktioner som startats och senare uppgraderingar av befintliga anläggningar har höjt deras effekt. Moratoriet skärptes 1991 då de byggen som pågick i Lemoiz, Valdecaballeros och Trillo stoppades. Det togs 1994 beslut att de kärnkraftverken inte skulle startas.
Samtliga första generationens reaktorer har tagits ur drift, medan andra generationens reaktorer fortfarande är i drift och i vissa fall fått förlängt driftstillstånd.

## Elproduktion
I figuren nedan visas elproduktion från kärnkraft i Spanien sedan 1990.